# Heterocypris newmexicoensis
Heterocypris newmexicoensis är en kräftdjursart som först beskrevs av Ferguson 1967.  Heterocypris newmexicoensis ingår i släktet Heterocypris och familjen Cyprididae. Inga underarter finns listade i Catalogue of Life.